# Vassili Grossman
Vassili Semiónovitx Grossman (en rus: Василий Семёнович Гроссман) (Berdítxiv, 12 de desembre de 1905 – Moscou, 14 de setembre 1964) va ser un escriptor i periodista ucraïnès d'origen jueu de l'època soviètica.

## Inicis
Va néixer a Berdítxiv, a l'imperi Rus (avui Ucraïna), en una família jueva emancipada i no rebé una educació tradicional jueva. El seu nom de naixement era Ióssif Solomónovitx Grossman però una mainadera russa va transformar el seu nom Ióssia al rus Vàssia (diminutiu de Vassili), que va ser acceptat per tota la família. El seu pare tenia conviccions socialdemòcrates i es va unir als menxevics. El jove Vassili va donar suport a la Revolució Russa de 1917.
Grossman va començar a escriure narracions curtes mentre estudiava a la Universitat Estatal de Moscou i, posteriorment, continuà la seva activitat literària mentre treballava d'enginyer a Donbàs. Una de les seves primeres històries, Al poble de Berdýtxiv (В городе Бердичеве), va provocar que rebés atenció i encoratjament per part de Maksim Gorki i Mikhaïl Bulgàkov. La pel·lícula Komissar (dirigida per Aleksandr Askoldov), que va ser suprimida pel KGB i no s'estrenà fins al 1990, està basada en aquesta història de quatre pàgines.
A mitjan decenni dels trenta, Grossman va deixar el seu treball d'enginyer i es va lliurar totalment a l'escriptura. El 1936 ja havia publicat dos reculls de contes, i el 1937 va ser acceptat en la prestigiosa Unió d'Escriptors de l'URSS. Durant la Gran Purga alguns dels seus amics i familiars propers van ser arrestats, inclosa la seva parella de fet. Durant mesos va estar demanant a les autoritats que l'alliberessin, cosa que va passar el 1938.

## Reporter de guerra
Quan va esclatar la Segona Guerra Mundial (anomenada Gran Guerra Patriòtica a l'URSS) el 1941, la mare de Grossman va ser capturada, i posteriorment assassinada, a Berdýtxiv amb 20.000 o 30.000 jueus que no s'havien evacuat. Grossman estava exempt de fer el servei militar, però es va presentar voluntari per anar al front, on va passar més de 1.000 dies. Es va convertir en corresponsal de guerra del popular diari de l'Exèrcit Roig Kràsnaia Zvezdà (Estrella Vermella). Mentre la guerra s'enduria, en va cobrir els seus principals esdeveniments: la batalla de Moscou, la batalla de Kursk, la batalla de Stalingrad i la batalla de Berlín. De manera paral·lela al seu treball com a periodista, les seves novel·les (com per exemple El poble és immortal (Народ бессмертен)) s'estaven publicant als diaris i va arribar a ser considerat un heroi de guerra. La novel·la Stalingrad (1950), titulada més tard Per una causa justa (За правое дело), està basada en les seves experiències durant el setge.
Les descripcions de Grossman de les neteges ètniques a Ucraïna i Polònia i de l'alliberament dels camps d'extermini de Treblinka i Majdanek van ser un dels primers testimonis escrits del que més tard es va conèixer com a l'Holocaust. El seu article «L'infern de Treblinka» (1944) va ser mostrat als judicis de Nuremberg com una evidència de la persecució.

## Conflicte amb el règim soviètic
Grossman va participar en l'assemblea d'El llibre negre, un projecte del Comitè Antifeixista Jueu per documentar els crims de l'Holocaust. La supressió, en la postguerra, del Llibre negre per part de l'Estat soviètic el va commocionar i va començar a qüestionar el seu suport incondicional al règim. En un primer moment els censors van obligar a fer canvis al text per tal de dissimular el caràcter específicament antisemític de les atrocitats i minimitzar el paper dels ucraïnesos que van treballar per als Nazis fent de policia. Més tard, el 1948, l'edició soviètica del llibre va ser descartada completament. El poeta Semion Lipkin, amic de Grossman, creia que havia estat la campanya antisemítica de Ióssif Stalin durant la postguerra el que havia malmès la confiança de Grossman en el sistema soviètic:
| « | L'any 1946... em vaig trobar dos amics propers, un ingúix i un balkar, les famílies dels quals havien estat deportades al Kazakhstan durant la guerra. Ho vaig explicar a Grossman i em contestà: "Potser és necessari per raons militars". Li vaig dir: "Diries el mateix si ho fessin als jueus?" i em contestà que allò mai passaria. Uns quants anys després es va publicar al diari Pravda un article molt virulent contra el cosmopolitisme sense arrel i Grossman em va enviar una nota dient-me que al cap i a la fi tenia raó. Durant molt temps Grossman no se sentí gaire jueu, però la campanya contra el cosmopolitanisme va despertar-ne el sentiment de pertinença. | » |

Grossman també va criticar la col·lectivització i la persecució política dels pagesos que va conduir cap a la tragèdia de Holodomor. Va escriure: «El decret sobre l'obtenció dels cereals requereix que els pagesos d'Ucraïna, del Don i del Kuban siguin executats per inanició, executats amb els seus fills petits».
A conseqüència de la persecució de l'estat, només unes quantes obres de postguerra de Grossman foren publicades en vida. Després de presentar la seva gran obra, la novel·la Vida i destí (Жизнь и судьба, 1959), per ser publicada, la KGB va escorcollar el seu apartament. Els manuscrits, les còpies en carbó, les llibretes de notes i fins i tot les cintes tipogràfiques van ser requisades.
Durant el període postestalinista, Grossman va escriure a Nikita Khrusxov: «Quin sentit té que jo sigui físicament lliure quan el llibre al qual he dedicat tota la meva vida està arrestat? No hi estic renunciant. Només demano llibertat per al meu llibre». El director ideològic del Politburó, Mikhaïl Suslov, digué a Grossman que el seu llibre no es podria publicar durant, com a mínim, els següents tres-cents anys:
| « | No he llegit la seva novel·la, però he llegit atentament les ressenyes que s'han fet del manuscrit, que n'inclouen molts extractes. Miri quantes cites n'he apuntat... Per què hauríem d'afegir la seva novel·la a les bombes atòmiques que els nostres enemics estan preparant per llançar-nos? Per què hauríem de publicar la seva novel·la i iniciar una discussió pública sobre qui necessita la Unió Soviètica i qui no? | » |

.
Vida i destí i la seva última novel·la important, Tot passa (Все течет, 1961), van ser considerades una amenaça per al règim totalitari i l'escriptor dissident va ser convertit en una no-persona de fet. Tot passa, en particular, és única per la seva condemna tranquil·la, natural i, malgrat tot, terrorífica de l'estat totalitari soviètic. En aquesta obra, alliberat de les preocupacions sobre els censors, Grossman parla honestament sobre la història soviètica. Va morir d'un càncer d'estómac el 1964, sense saber si les seves novel·les serien llegides algun dia pel públic.

## Llegat
Vida i destí es publicà l'any 1980 a Suïssa, gràcies als companys dissidents de Grossman: el físic Andrei Sàkharov va fotografiar secretament les pàgines de l'esborrany conservat per Semion Lipkin, i l'escriptor Vladímir Voinóvitx va aconseguir treure les pel·lícules fotogràfiques a l'estranger. El llibre finalment es va poder publicar a Rússia l'any 1988, després que Mikhaïl Gorbatxov iniciés la política del Glàsnost. Tot passa va ser publicada a la Unió Soviètica el 1989.
Vida i destí és considerada una obra autobiogràfica. Robert Chandler, traductor de la novel·la a l'anglès, escrigué a la introducció de l'edició de Harvill que el protagonista principal, Víktor Shtrum, és un retrat del mateix autor i que s'hi reflecteix particularment l'angoixa per l'assassinat de la seva mare al gueto de Berdýtxiv. El capítol 18, una carta d'Anna, la mare de Shtrum, ha estat dramatitzat al teatre i a la pel·lícula L'última carta (2002), dirigida per Frederick Wiseman i interpretada per Catherine Samie. Chandler també suggereix que el personatge de Shtrum està basat en el físic Lev Landau.
Molts crítics han comparat les novel·les de Grossman amb la prosa monumental de Tolstoi. Grossman és despietat a l'hora de descriure els racons obscurs de l'ànima humana.

## Obra publicada en català
- Vida i destí. Editorial LaButxaca (Edicions 62). Traducció: Marta Rebón.[6]

## Distincions i honors
Orde de la Bandera Roja
 Orde de l'Estrella Roja
 Orde de la Bandera Roja del Treball
 Medalla de la defensa de Stalingrad
 Medalla de la victòria sobre Alemanya en la Gran Guerra Patriòtica 1941-1945
 Medalla per la Conquesta de Berlín
 Medalla per l'Alliberament de Varsòvia